# Ylinen Ounisjärvi
Ylinen Ounisjärvi är en sjö i Kiruna kommun i Lappland och ingår i Torneälvens huvudavrinningsområde. Sjön har en area på 0,462 kvadratkilometer och ligger 393 meter över havet. Ylinen Ounisjärvi ligger i Torneträsk-Soppero fjällurskog Natura 2000-område. Sjön avvattnas av vattendraget Ounisjoki.

## Delavrinningsområde
Ylinen Ounisjärvi ingår i det delavrinningsområde (754111-174744) som SMHI kallar för Ovan Vasarajoki. Medelhöjden är 406 meter över havet och ytan är 55,22 kvadratkilometer. Det finns inga avrinningsområden uppströms utan avrinningsområdet är högsta punkten. Ounisjoki som avvattnar avrinningsområdet har biflödesordning 2, vilket innebär att vattnet flödar genom totalt 2 vattendrag innan det når havet efter 335 kilometer. Avrinningsområdet består mestadels av skog (62 procent) och sankmarker (35 procent). Avrinningsområdet har 1,18 kvadratkilometer vattenytor vilket ger det en sjöprocent på 2,1 procent.